# كيمن أملس الجبهة
الكيمن أملس الجبهة (بالإنجليزية: Paleosuchus trigonatus)‏، المعروف أيضًا باسم كيمن شنايدر أو كيمن شنايدر أملس الجبهة، هو تمساح من أمريكا الجنوبية، حيث موطنه حوض الأمازون ونهر أورينوكو. الكيمن أملس الجبهة ثاني أصغر الأنواع في عائلة القاطوريات، أصغرها هو كيمن كوفييه القزم، وهو أيضًا من أمريكا الجنوبية ومن نفس الجنس. البالغ ينمو عادة إلى حوالي 1.2–1.6 متر (3.9–5.2 قدم) في الطول ويزن ما بين 9 و 20 كيلوغرام (20 و 44 رطل). وقد تصل الذكور الكبيرة بشكل استثنائي إلى 2.3 متر (7.5 قدم) في الطول و36 كيلوغرام (79 رطل) في الوزن.

## الوصف
الكيمن أملس الجبهة وصف لأول مرة من قبل عالم التاريخ الطبيعي الألماني يوهان شنايدر في عام 1801.

## الصفات
يشبه رأس الكيمن أملس الجبهة رأس الكيمن ذي النظارة في المظهر ولكن لا توجد سلسلة من الدرقات أو الصفائح العظمية بين عينيه. الدرقات أو الصفائح العظمية على الجزء الخلفي من الرقبة والذيل كبيرة ومثلثة الشكل وحادة. وله دروع أو تروس صلبة على كل من الأسطح الظهرية والبطنية. ذيله قصير نسبيا عريض في قاعدته. هذا الكيمن ذو لون بني غامق وعيون بنية متوسطة. الذكور تنمو إلى حوالي 1.7–2.3 متر (5 قدم 7 بوصة–7 قدم 7 بوصة) (أطول كيمن مسجل 2.6 متر (8 قدم 6 بوصة)). لا تتجاوز الإناث 1.4 متر (4 قدم 7 بوصة). هذا النوع من الكيامن قوي بالنسبة لحجمه، ويميل إلى رفع رأسه عالياً.

## السلوك والحياة

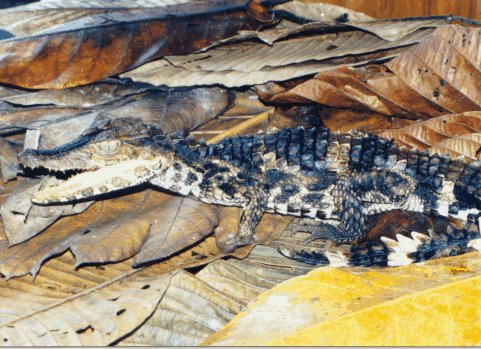
كيمن أملس الجبهة صغير في بيرو

للكيمن أملس الجبهة البالغ عادات خفية ونادراً ما يتم ملاحظتها يوميًا لأنها يختبئ في جحور تحت الماء أو قد يقضي معظم وقته بعيدا عن الماء، مختبأ في الأحراش الكثيفة، أو تحت الأشجار الساقطة. الذكور والإناث لديها نطاقات منازل صغيرة. ويتغذى أساسا على حيوانات مثل النيص والباكا والثعابين والطيور والسحالي، وبعض الأسماك أو الرخويات. يتغذى الصغار بشكل أساسي على الحشرات في الأسابيع القليلة الأولى، وتتطور إلى فرائس أكبر مع نموها. معدل وفيات الحيوانات الصغيرة مرتفع، لكن معدل وفيات الحيوانات البالغة منخفض، على الرغم من أن الحيوانات آكلة اللحوم الكبيرة مثل الجاكوار تفترسها أحيانًا.
تصبح الإناث ناضجة وتبدأ بالتكاثر عند حوالي 11 عامًا والذكور في عمر 20 عامًا تقريبًا.

## التوزيع والموطن
موطن الكيمن أملس الجبهة هو حوض الأمازون ونهر أورينوكو في أمريكا الجنوبية وينتشر في بوليفيا والبرازيل وكولومبيا والإكوادور وغيانا الفرنسية وغيانا وبيرو وسورينام وفنزويلا. ويسكن في الجداول الصغيرة في مناطق الغابات حيث تكون المياه في بعض الحالات غير عميقة بما يكفي لتغمره تمامًا. نادراً ما يُرى في المناطق المفتوحة ولا يستلقي عادةً في الشمس. 

## حالة الحفظ
لا يتم اصطياد الكيمن أملس الجبهة على نطاق واسع لأن بشرته تحتوي على العديد من الدروع العظمية، مما يجعلها قليلة الفائدة بالنسبة للجلد. يتم جمع الحيوانات في غيانا، لتجارة الحيوانات البرية. التهديدات الرئيسية لهذا النوع هي تدمير موائل الغابات والتلوث في بيئتها من خلال أنشطة تعدين الذهب. يقدر أن أكثر من مليون حيوان ما زالت في البرية، ويتم تصنيف هذا النوع من قبل الاتحاد الدولي لحفظ الطبيعة باعتباره غير مهدد بالانقراض. وهي مدرجة في الملحق الثاني من معاهدة التجارة العالمية لأصناف الحيوان والنبات البري المهدد بالانقراض الذي وضع للحد من الاستغلال المفرط للتجارة الدولية.